# Romano Felmang
Romano Felice Mangiarano, más conocido por su seudónimo de Romano Felmang (Roma, Italia, 1941) es un dibujante de cómic italiano.

## Biografía
Debutó como historietista en 1964, dibujando series como The Phantom, Kriminal, Fantax, Wampiroo, Johnny Beat, Belfagor o Silman. Cuatro años después creó su propio estudio, Cartoonstudio. Durante los años 1970, realizó cómics de bolsillo como Sylvie, Oltretomba, Loana, Makabar, Zip o Sabata. Al mismo tiempo, realizó historias para diferentes revistas de cómics como Intrepido, Il Monello, Bliz, Albi dell'Intrepido, Skorpio y Lanciostory. También trabajó para editoriales extranjeras como Fleetway en Inglaterra, Lug en Francia y Pabel-Moewing y Bastei en Alemania, y para la revista TV2000 de los Países Bajos. Durante la década siguiente, dibujó la versión sueca de The Phantom, histórico personaje estadounidense creado por Lee Falk.
En 2020, la editorial Bonelli publicó una historia de Tex, con guion de Pasquale Ruju y dibujo de Felmang junto a Germano Ferri.